# Joe Heck
Joseph John Heck, detto Joe (New York, 30 ottobre 1961), è un politico statunitense, membro della Camera dei Rappresentanti per lo stato del Nevada dal 2011 al 2017.

## Biografia
Nato nel Queens e cresciuto in Pennsylvania, Heck studiò per divenire medico osteopata e successivamente si arruolò nelle riserve dell'esercito, dove è attivo tuttora con il grado di colonnello.
In seguito Heck entrò in politica con il Partito Repubblicano e venne eletto all'interno della legislatura statale del Nevada. Tuttavia quando chiese la rielezione, venne sconfitto dall'avversaria democratica.
Nel 2010 decise di candidarsi alla Camera dei Rappresentanti e riuscì a sconfiggere di misura la deputata democratica in carica Dina Titus. Due anni dopo la Titus si candidò in un altro distretto e venne rieletta e nella stessa tornata elettorale Heck venne riconfermato per il suo seggio.
Dopo aver ottenuto un terzo mandato nel 2014, Heck decise di non concorrere per un quarto nel 2016, candidandosi invece al Senato per il seggio lasciato dal democratico Harry Reid. Heck ottenne la nomination repubblicana ma nelle elezioni generali venne sconfitto dalla candidata democratica Catherine Cortez Masto.
Heck, che si configura come un repubblicano conservatore, è sposato e ha tre figli.